# Опсесивни карактер
Опсесивни карактер је карактеристично понашање особа које су склоне претерано крутом држању, перфекционизму, претераној уредности и савешћу. Црте опсесивног карактера, као што су склоност ка реду, ка чистоћи и тврдоглавост, представљају реактивне формације на импулсе за прљањем и покоравањем, а опсесивна нежност је маска за потиснуте садистичке тежње. Црта уредности је парадигма свих мера одбране код опсесивних.